# Dendroicius hotaruae
Dendroicius hotaruae (Lin & Li, 2020) è un ragno appartenente alla famiglia Salticidae.
È l'unica specie nota del genere Dendroicius.

## Distribuzione
Gli esemplari di questa specie sono stati rinvenuti in Cina.

## Tassonomia
Per la determinazione delle caratteristiche di questo genere sono stati esaminati gli esemplari di D. hotaruae Lin & Li, 2020.
Dal 2020 non sono stati esaminati altri esemplari, né sono state descritte sottospecie al 2022.